# Lorenzo Geyres
Lorenzo Geyres (també conegut com a Queguay) és una localitat de l'Uruguai ubicada a l'oest del departament de Paysandú.
Es troba a 31 metres sobre el nivell del mar. Té una població aproximada de 573 habitants, segons les dades del cens de 1996.
| 1963 | 1975 | 1985 | 1996 | 2004    |
| ---- | ---- | ---- | ---- | ------- |
| 522  | 474  | 428  | 573  | {{{5}}} |